# Мрча
Мрча је насеље у Србији у општини Куршумлија у Топличком округу. Према попису из 2022. било је 32 становника (према попису из 1991. било је 117 становника). До 2008. године званичан назив насеља је био Мрче.

## Демографија
У насељу Мрча живи 76 пунолетних становника, а просечна старост становништва износи 44,4 година (39,5 код мушкараца и 51,1 код жена). У насељу има 30 домаћинстава, а просечан број чланова по домаћинству је 3,10.
Ово насеље је великим делом насељено Србима (према попису из 2002. године).
|  |

| Демографија | Демографија | Демографија |
| Година      | Становника  | Становника  |
| ----------- | ----------- | ----------- |
| 1948.       | 242         |             |
| 1953.       | 276         |             |
| 1961.       | 266         |             |
| 1971.       | 236         |             |
| 1981.       | 167         |             |
| 1991.       | 117         | 117         |
| 2002.       | 93          | 93          |

| Етнички састав према попису из 2002.‍ | Етнички састав према попису из 2002.‍ | Етнички састав према попису из 2002.‍ | Етнички састав према попису из 2002.‍ | Етнички састав према попису из 2002.‍ |
| ------------------------------------ | ------------------------------------ | ------------------------------------ | ------------------------------------ | ------------------------------------ |
|                                      |                                      |                                      |                                      |                                      |
| Срби                                 | Срби                                 |                                      | 92                                   | 98,92%                               |
| непознато                            | непознато                            |                                      | 1                                    | 1,07%                                |

| Година пописа     | 1948. | 1953. | 1961. | 1971. | 1981. | 1991. | 2002. |
| ----------------- | ----- | ----- | ----- | ----- | ----- | ----- | ----- |
| Број домаћинстава | 32    | 36    | 39    | 38    | 38    | 33    | 30    |

| Број чланова      | 1 | 2  | 3 | 4 | 5 | 6 | 7 | 8 | 9 | 10 и више | Просек |
| ----------------- | - | -- | - | - | - | - | - | - | - | --------- | ------ |
| Број домаћинстава | 3 | 10 | 7 | 3 | 5 | 2 | 0 | 0 | 0 | 0         | 3,10   |

| Пол    | Укупно | Неожењен/Неудата | Ожењен/Удата | Удовац/Удовица | Разведен/Разведена | Непознато |
| ------ | ------ | ---------------- | ------------ | -------------- | ------------------ | --------- |
| Мушки  | 44     | 17               | 25           | 1              | 1                  | 0         |
| Женски | 35     | 2                | 25           | 8              | 0                  | 0         |
| УКУПНО | 79     | 19               | 50           | 9              | 1                  | 0         |

| Пол    | Укупно                    | Пољопривреда, лов и шумарство | Рибарство                            | Вађење руде и камена | Прерађивачка индустрија       |
| ------ | ------------------------- | ----------------------------- | ------------------------------------ | -------------------- | ----------------------------- |
| Мушки  | 25                        | 18                            | 0                                    | 0                    | 4                             |
| Женски | 19                        | 14                            | 0                                    | 0                    | 1                             |
| УКУПНО | 44                        | 32                            | 0                                    | 0                    | 5                             |
| Пол    | Производња и снабдевање   | Грађевинарство                | Трговина                             | Хотели и ресторани   | Саобраћај, складиштење и везе |
| Мушки  | 0                         | 1                             | 0                                    | 0                    | 0                             |
| Женски | 0                         | 0                             | 0                                    | 4                    | 0                             |
| УКУПНО | 0                         | 1                             | 0                                    | 4                    | 0                             |
| Пол    | Финансијско посредовање   | Некретнине                    | Државна управа и одбрана             | Образовање           | Здравствени и социјални рад   |
| Мушки  | 0                         | 1                             | 0                                    | 0                    | 0                             |
| Женски | 0                         | 0                             | 0                                    | 0                    | 0                             |
| УКУПНО | 0                         | 1                             | 0                                    | 0                    | 0                             |
| Пол    | Остале услужне активности | Приватна домаћинства          | Екстериторијалне организације и тела | Непознато            | Непознато                     |
| Мушки  | 0                         | 0                             | 0                                    | 1                    | 1                             |
| Женски | 0                         | 0                             | 0                                    | 0                    | 0                             |
| УКУПНО | 0                         | 0                             | 0                                    | 1                    | 1                             |